# Grotte de Burrows
La grotte de Burrows est un site archéologique situé dans l'Illinois du Sud selon Russell E. Burrows qui dit l'avoir découvert en 1982 et y avoir trouvé des artefacts dont l'existence chamboulerait l'histoire des rapports entre le continent américain et l'Afrique. Du fait des nombreuses incohérences de l'histoire de cette découverte et son contenu, la grotte de Burrows est considérée comme un canular par la plupart des archéologues. 
Selon Burrows, la grotte se trouve dans le comté de Richland, près de la ville d'Olney, où Burrows résidait à l'époque. Son récit au sujet du lieu et des conditions de la découverte a varié au fil du temps et il a toujours refusé de situer l'endroit exact où se trouve la grotte, affirmant craindre les pillards de trésors. Il aurait découvert le lieu en cherchant des vestiges de la conquête de l'Ouest et de la guerre civile américaine avec un détecteur de métaux. Tombé dans un trou, il se serait retrouvé dans une grotte, entouré de nombreux objets archéologiques, notamment des monnaies, contenant des inscriptions généralement dénuées de signification en alphabets phéniciens ou ibérique.
Malgré sa fragilité — puisque personne d'autre que celui qui l'a découverte ne l'a jamais vue — la grotte de Burrows a connu une certaine médiatisation, faisant l'objet d'un épisode de la série America Unearthed sur History et d'un livre de Frank Collin, lui-même un personnage à la biographie colorée (militant du parti nazi américain, caricaturé dans The Blues Brothers, qui s'est finalement découvert des origines juives, puis qui a passé quelques années en prison après une condamnation pour pédophilie, désormais spécialiste de l'archéologie fantaisiste – Atlantis, Lémurie – sous le nom Frank Joseph). Dans son livre, intitulé The Lost Treasure of King Juba: The Evidence of Africans in America before Columbus (2003), cet auteur soutient que les objets découverts par Burrows prouvent qu'une flotte du Royaume de maurétanie a accosté dans les actuels États-Unis d'Amérique à l'époque du roi Juba II.